# ペルセウス座GK星
ペルセウス座GK星 (GK Persei, GK Per) とは、地球からペルセウス座の方角に1500光年離れた位置にある激変星で、白色矮星と主系列星の連星系と推定されている。1901年に新星爆発を起こしたのち、矮新星による増光を繰り返すようになった珍しいタイプの天体である。

## 変光
1901年、ペルセウス座GK星は新星爆発を起こし、3等級に増光していたところをスコットランドのT.D.アンダーソンに発見された。数日後、新星は0.2等級の明るさに達し、2等星のペルセウス座α星を追い抜いてペルセウス座で最も明るい星になった。この爆発はペルセウス座新星1901 (Nova Persei 1901) と名づけられ、20世紀最初の明るい新星爆発として近代的な分光観測や測光のターゲットとなった。
爆発後、ペルセウス座新星1901はゆっくりと減光し、12-14等級の間で不規則な変光を示し始めた。1940年代には一旦光度が安定した時期があったが、1948年以降矮新星現象による増光を数年ごとに繰り返すようになった。1980年代からは普段は13等級の明るさを保ちつつ、数年毎に、およそ1ヶ月で10等級の明るさに達し、1ヶ月かけて元の明るさに戻るという半規則的な変光を起こし始めた。増光開始から元の光度に戻るまで2ヶ月間というのは矮新星としてはかなりゆっくりとした部類に入る。2000年代に入ってからは10等級まで明るくならずに中途半端な光度で増減光を繰り返したり、従来より短時間で元の明るさに戻るなどなど、変光のパターンに変化が認められている。
古典新星になった後に矮新星を起こした天体としては、他にはくちょう座Q星、ヘルクレス座V446星、へび座X星など少数の例が知られている。

## 天体
ペルセウス座GK星は白色矮星と主系列星の連星系と考えられている。二つの天体は非常に近付いているため、主系列星から白色矮星へ物質の流れが起き、白色矮星の表面に降り積もった物質が限界質量を超えて突発的な核融合を起こしたのが1901年の新星爆発だったと推定される。
爆発後には白色矮星への物質の移動が再開し、白色矮星の周りに降着円盤が形成された。この円盤は白色矮星に落ち込まないまましばらく安定して存在しているが、円盤がある程度成長すると不安定を起こして一斉に白色矮星へ雪崩れ込んでいく。このとき解放されるエネルギーが矮新星による増光の原因と推測されている。
ペルセウス座GK星の周囲には、1901年の新星爆発で放出されたガスや塵が観測されており、その打ち上げ花火のような姿から The Firework Nebula と呼ばれている。この星雲1902年に発見されて以降、秒速1200kmで拡大を続けている。